# Quốc hội (Cameroon)
Quốc hội (tiếng Pháp: Assemblée Nationale) là ngôi nhà dưới của Nghị viên Cameroon. Nó có 180 thành viên, được bầu cho nhiệm kỳ năm năm ở 49 ghế đơn và ghế bầu cử nhiều ghế.
Mặc dù cuộc bầu cử đa đảng đã được tổ chức từ năm 1992, Đảng Dân chủ Nhân dân Cameroon (DPRK), đảng cầm quyền kể từ khi giành độc lập, vẫn luôn giữ quyền kiểm soát Quốc hội. Hệ thống chính trị của Cameroon đầu tư quyền lực áp đảo vào tay Tổng thống Cộng hòa, Paul Biya, và RDPC tồn tại về cơ bản để hỗ trợ Biya và các chính sách của nó. Kết quả là, trong phần lớn lịch sử của Cameroon kể từ khi độc lập, Quốc hội đã làm ít hơn là phê chuẩn các chính sách của tổng thống.
Từ năm 1992 đến năm 1997, DPRK đã dựa vào các liên minh với hai đảng nhỏ hơn để bảo đảm đa số nghị viện. Đây là thời kỳ duy nhất kể từ khi độc lập chứng kiến bất kỳ sự phản đối quan trọng nào đối với các quyết định của tổng thống. Bắt đầu từ năm 1997, DPRK giành được đa số tuyệt đối trong mỗi cuộc bầu cử; Đa số của họ đã được cải thiện đều đặn khi phe đối lập đã suy yếu. Trước năm 2013 và thành lập Thượng viện, Quốc hội là một phòng đơn viện.

## Thay đổi hiến pháp năm 2008
Vào ngày 10 tháng 4 năm 2008, Quốc hội đã áp đảo bầu chọn một dự luật thay đổi Hiến pháp của Cameroon để cho phép Tổng thống Cộng hòa miễn trừ khỏi việc truy tố các hành vi chính thức và cho phép ông ta tranh cử với số lượng không giới hạn trong 7 năm (trước đây giới hạn ở hai điều khoản), cùng với một số thay đổi khác. Những thay đổi được đưa ra sau khi rút khỏi Quốc hội bởi đại diện của SDF đối lập và chỉ một tháng sau khi bạo lực lan rộng dẫn đến hàng chục người chết và hàng trăm vụ bắt giữ phản đối việc tăng giá và đề xuất thay đổi hiến pháp. Năm nghị sĩ đã bỏ phiếu chống lại dự luật. Các nhà lập pháp đối lập và ít nhất một nghị sĩ DPRK cầm quyền, Paul Abine Ayah, đã chỉ trích dự luật này là một trở ngại cho nền dân chủ và đất nước nói chung.